# Emdenimyia korytkowskii
Emdenimyia korytkowskii är en tvåvingeart som beskrevs av Guilherme A.M.Lopes 1969. Emdenimyia korytkowskii ingår i släktet Emdenimyia och familjen köttflugor.
Artens utbredningsområde är Peru. Inga underarter finns listade i Catalogue of Life.